# Koosje van Voorn
Koosje van Voorn (n. 15 ianuarie 1935, Groningen, Țările de Jos – d. 5 august 2018, Scheveningen, Haga, Olanda de Sud, Țările de Jos) a fost o înotătoare ce a reprezentat Regatul Țărilor de Jos, medaliată olimpică. A participat la o ediție a Jocurilor Olimpice (1952) în care a câștigat o medalie de argint.

## Participări
Lista de mai jos prezintă principalele competiții la care a participat Koosje van Voorn de-a lungul carierei.
- swimming at the 1952 Summer Olympics – women's 4 × 100 metre freestyle relay[*]